# Mileewa centrilineata
Mileewa centrilineata är en insektsart som beskrevs av Jacobi 1941. Mileewa centrilineata ingår i släktet Mileewa och familjen dvärgstritar. Inga underarter finns listade i Catalogue of Life.